# Henrik Samuel Nyberg

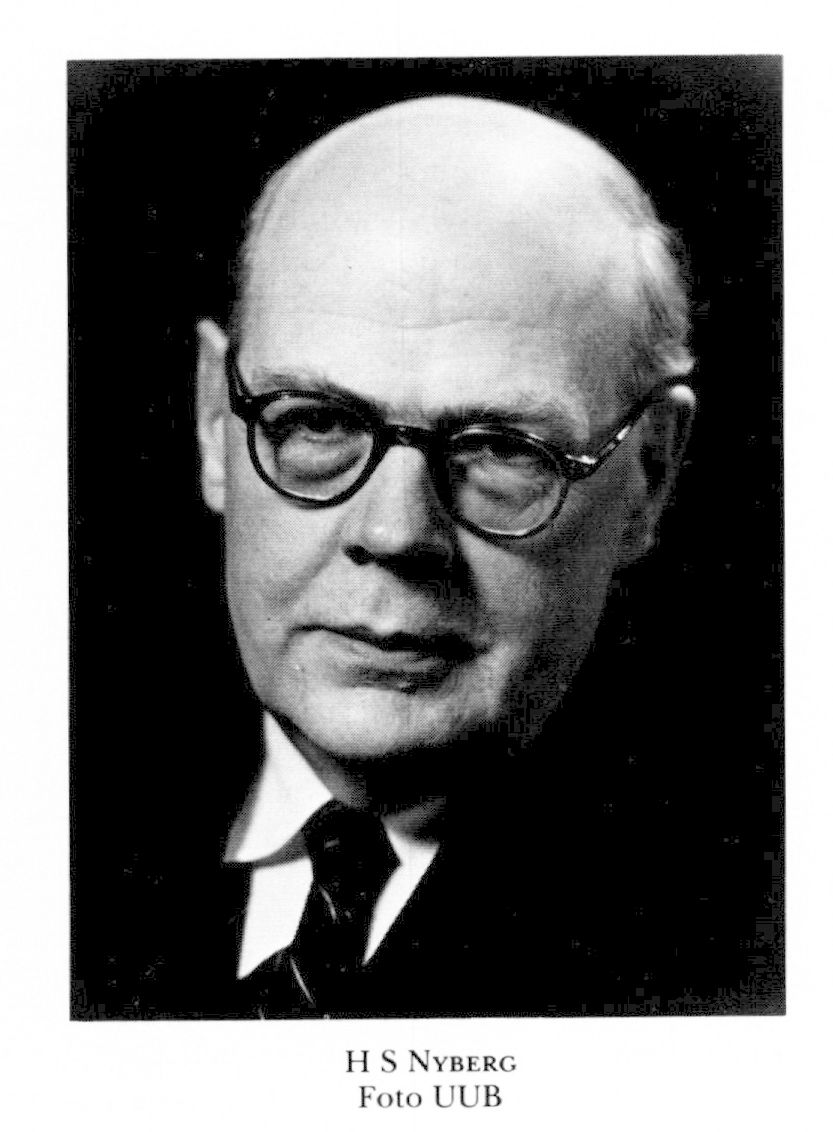
Henrik Samuel Nyberg

Henrik Samuel Nyberg (Söderbärke, 28 december 1889 - Uppsala, 9 februari 1974) was een Zweeds oriëntalist, gespecialiseerd in de iranistiek, waarbij hij in het bijzonder geïnteresseerd was in middelperzische en pre-islamitische Perzische religies.

## Biografie
Nyberg werd in 1889 geboren als zoon van de arme geestelijke Anders Frederik Nyberg en Ida Jansson geboren. Zijn vader onderwees hem thuis tot zijn dertiende. In plaats van, zoals zijn vader, theologie te studeren trok hij na de middelbare school naar Uppsala waar hij aan de universiteit klassieke talen, Semitisch en Sanskriet studeerde. In Uppsala werd hij docent, later professor semitistiek, waar hij in 1931 de leerstoel van Karl Vilhelm Zetterstéen overnam. Zijn emeritaat kreeg hij in 1956.
Van 1948 tot zijn dood was hij lid van de Zweedse Academie. Hij was ook lid van de Koninklijke Zweedse Academie voor Wetenschappen sinds 1943 en van de Koninklijke Zweedse Academie voor Letteren, Geschiedenis en Antieke Studies (vanaf 1935).

## Werken
(selectie)
- Leerboek Pehlevi. I. Teksten en index van Pehleviwoorden. II. Glossarium. 2 delen, Uppsala 1928‒31
- Irans forntida religioner. Stockholm 1937; (Oud-Iraanse religies)